# Löjtnant Galenpannas sista växel
Löjtnant Galenpannas sista växel är en svensk stumfilm från 1919 i regi av Elis Ellis. 

## Om filmen
Filmen premiärvisades 30 april 1919 på  Brunkebergsteatern i Stockholm. Den spelades in vid före detta Hasselbladateljén i Otterhällan av Carl Gustaf Florin. Filmen var den sista av de tre om karaktären löjtnant Galenpanna.

## Roller
- Elis Ellis - Curt Junker, kallad Löjtnant Galenpanna
- Frans Oscar Öberg - Nr 29 Carlsson
- Sture Baude - von Spinkel, regementsläkare
- Judith Bruun - Frau Mizzie